# 英国野化长尾小鹦鹉

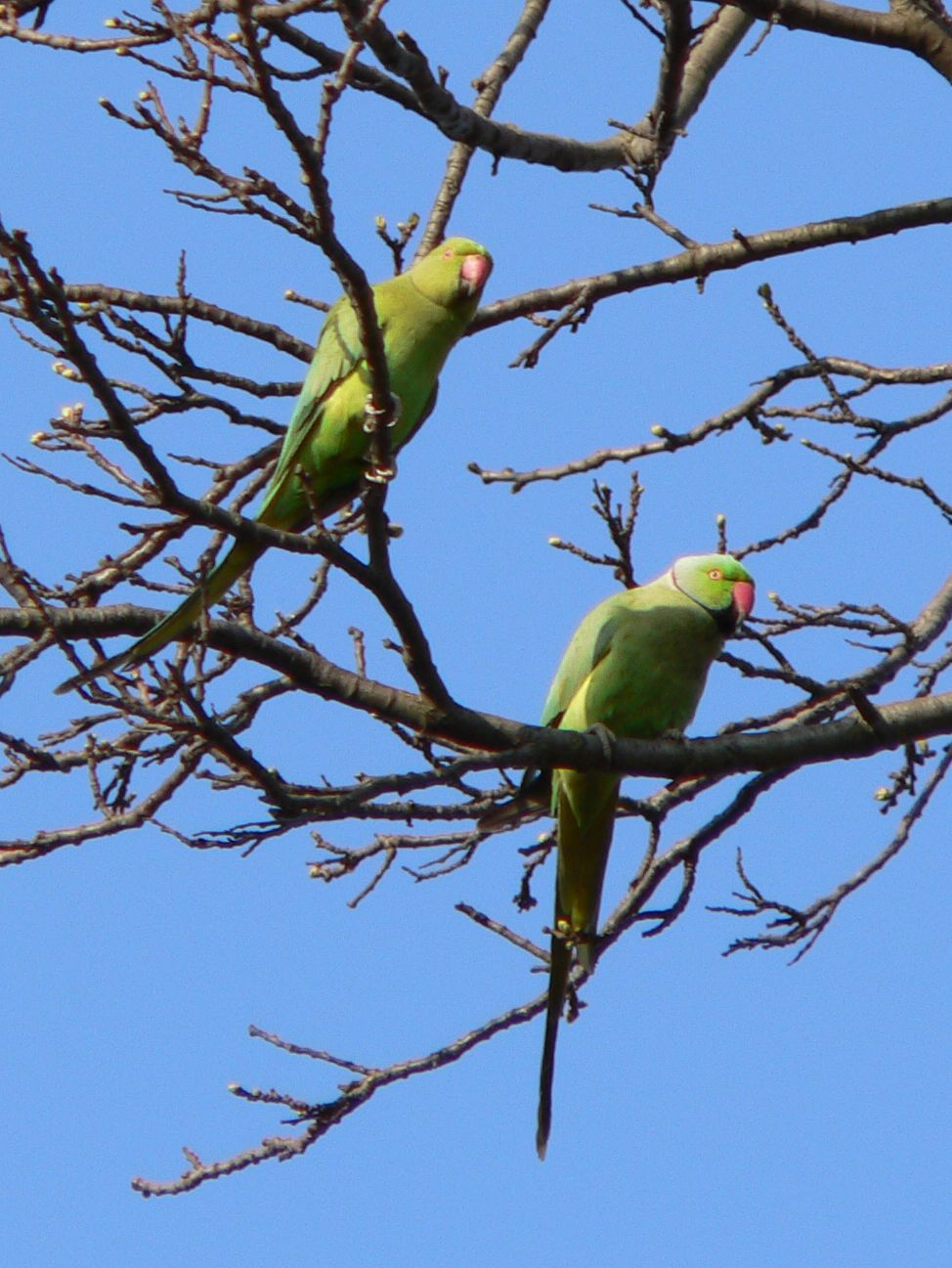
邱园

英国野化长尾小鹦鹉是外來物种，种群主要由原产于非洲和印度次大陆的非迁徙鸟类玫瑰环頸鹦鹉（Psittacula krameri）组成，其中亦有少量和尚鹦鹉的小型繁殖种群，以及其他偶尔逃脱的笼中鸟。有關这些鸟的來源眾說紛紜，但普遍认为牠们是逸鳥或放生雀鳥的後代。
英国玫瑰环頸鹦鹉或环颈鹦鹉种群主要集中在外伦敦和英格兰东南部各郡，因此有时被称为“金斯顿鹦鹉”或“特威克纳姆鹦鹉”，取名自外伦敦泰晤士河畔金斯顿和特威克纳姆。這些鹦鹉繁殖迅速，并已扩散至英國各地。其他欧洲城市及其周边地区亦有野生玫瑰环頸鹦鹉种群，但其起源與英國的無關。

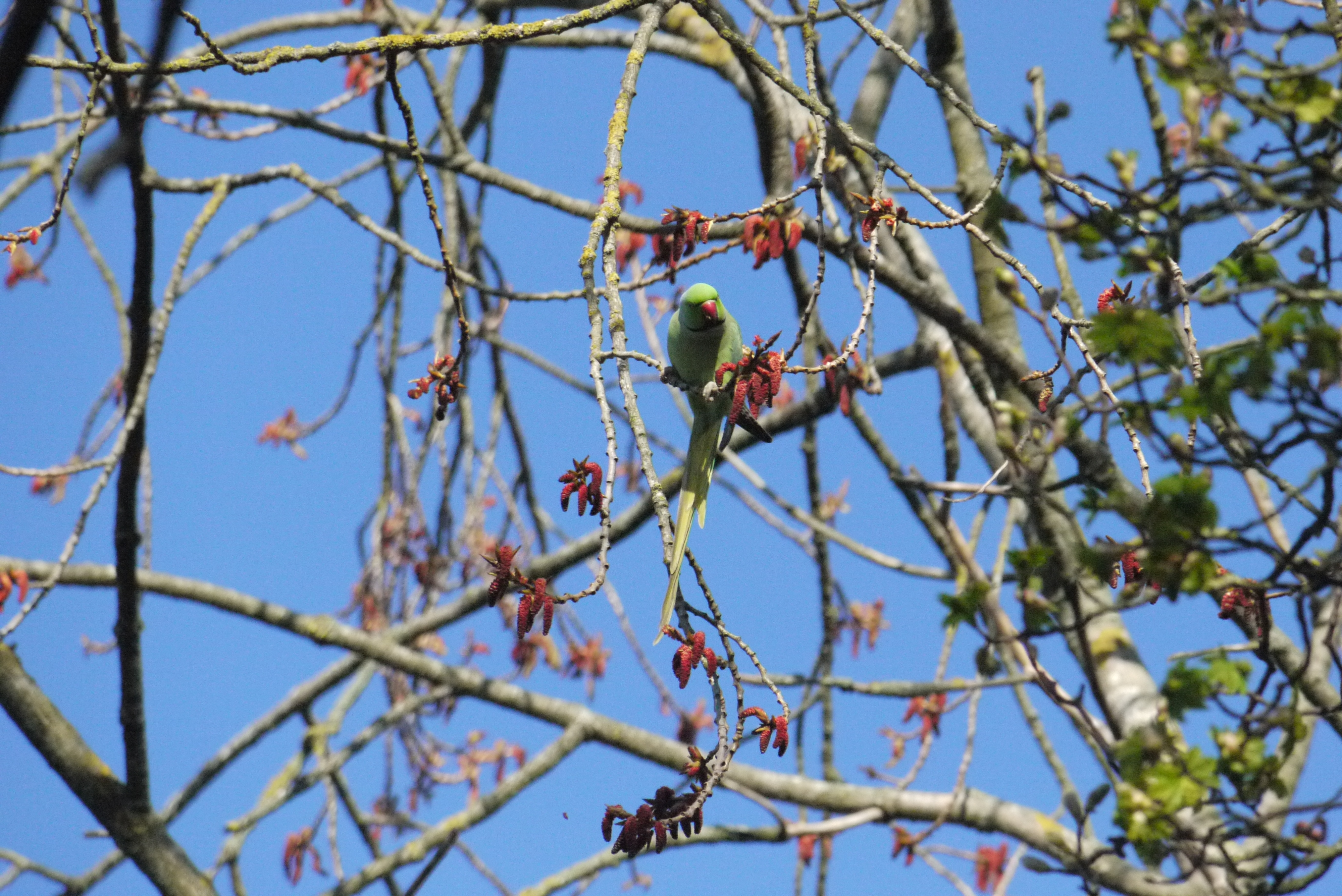
戈斯福斯的鳥群，紐卡素，2021 年 4 月

## 鸟的來源

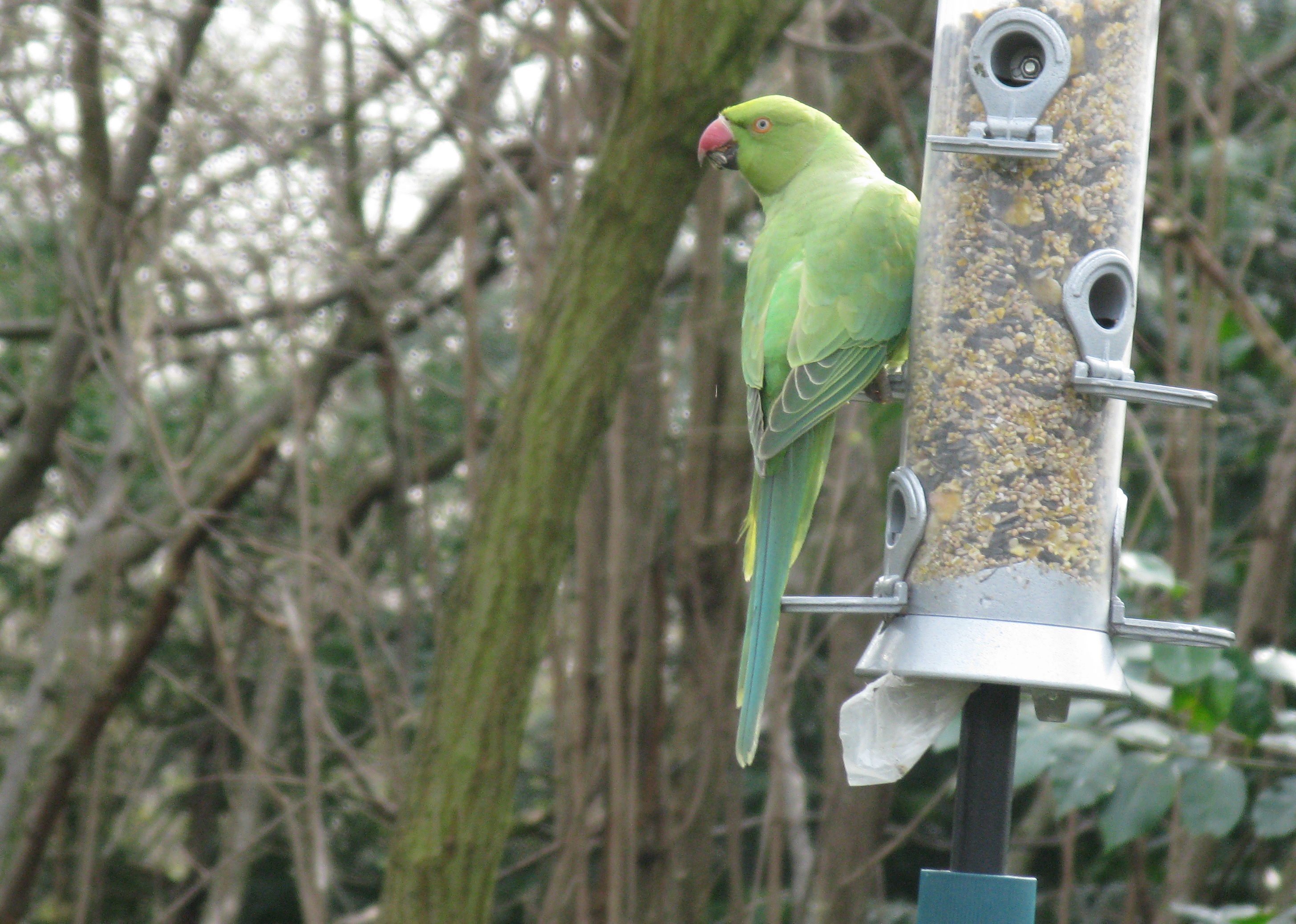
肯辛顿花园的喂鸟器

目前尚不清楚玫瑰环頸鹦鹉种群是如何在英格兰的野外出現并繁衍生息的。多数推測这些鹦鹉源於20世纪90年代中期，當時有一对或多對繁殖中的长尾小鹦鹉從圈養中逃脱或被放生，繼而繁衍成群。此理論與鹦鹉照片首次廣泛傳播的時間點吻合。
此外，亦有人發表其他更具体的理论以解释這些鸟的來源，例如： 
- 源自從1951年拍摄非洲女王號（艾尔沃斯工作室）的伊灵工作室分部逃脱的鸚鵡 [2] [3] [4]

- 源自1987年大风暴期间从受损鸟舍逃脱的鸚鵡 [2] [3] [4]

- 源自20世纪60年代，吉米·亨德里克斯在伦敦卡纳比街放生的一对鹦鹉 [2] [3] [4]

- 源自1970年从泰晤士河畔森伯里一家宠物店逃走的鸚鵡[5]

大多数鸟类学家认为，首批鸚鵡很可能是在1971年之前从鸟舍逃出来的。 就地理起源而言，英国玫瑰环頸鹦鹉被认为是两个亚洲亚种P.k. borealis和P.k. manillensis的杂交种群。 

## 英国的種群數量

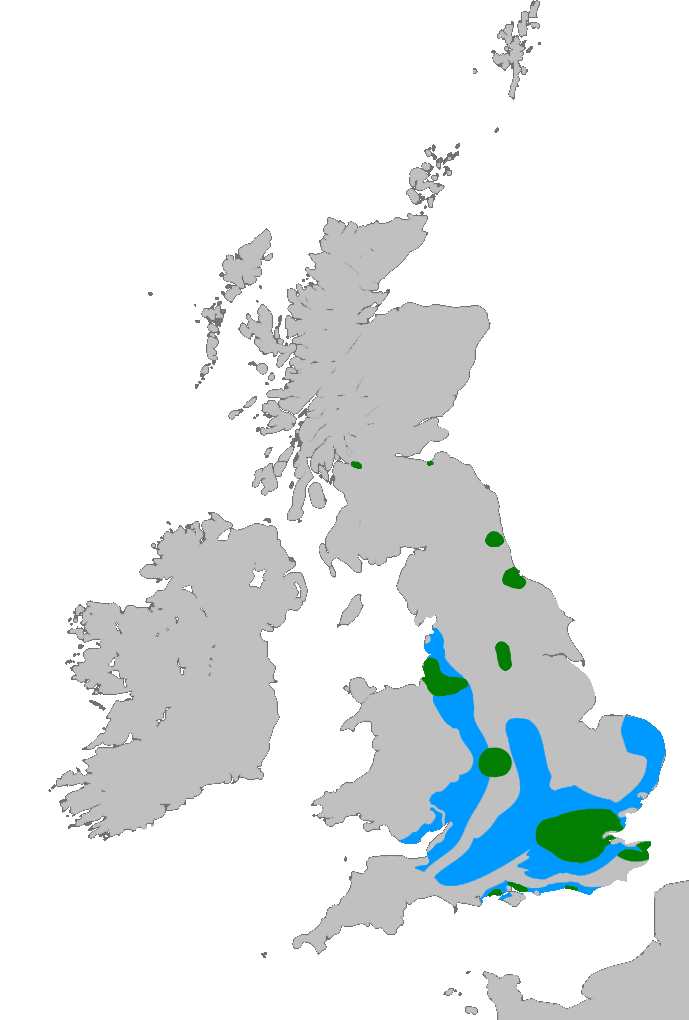
玫瑰环鹦鹉在英国的分布

尽管這些长尾小鹦鹉的知名度和数量於20世纪末和21世纪初節節上升，但其實自19世纪以来，英国就不時發現逃逸的长尾小鹦鹉。早於1855年在诺福克，1893年在達利奇和1894年在布里克斯顿已有长尾小鹦鹉的目擊紀錄。

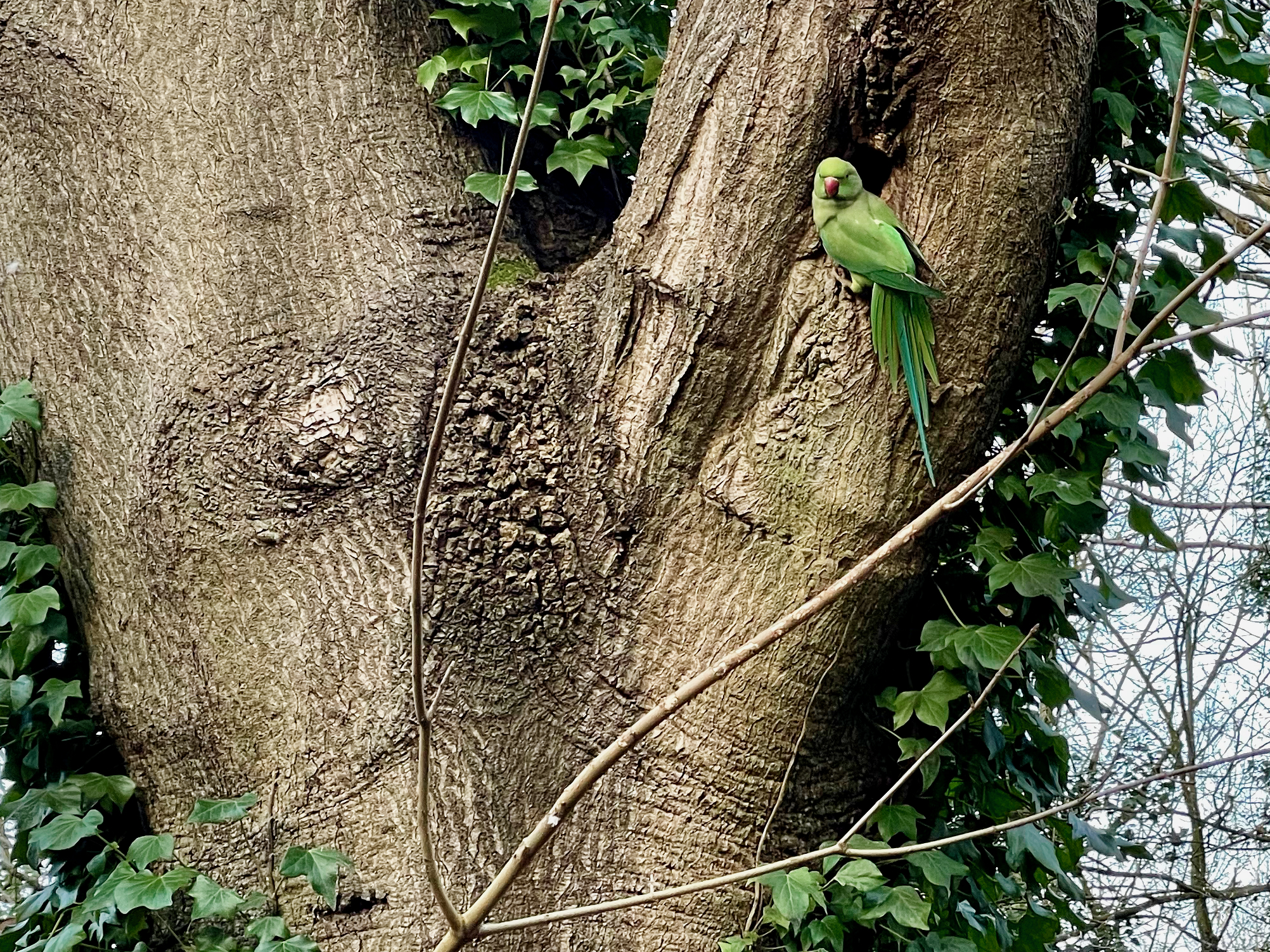
一隻在汉普斯特德荒野的巢外的個體

此后的几十年里，长尾小鹦鹉不断以各种方式逃脱圈养，然而种群數量一直無法維持。直到 1969 年，长尾小鹦鹉种群才首次在伦敦开始繁衍下去，並維持一定數量。从克罗伊登开始，长尾小鹦鹉分布到了威斯布里、布罗姆利和伊舍。 
起初鸚鵡寥寥可數，似乎要到20世纪90年代中期，數量才开始急劇增加。1983年，鸚鵡數量估计为500隻；到 1996 年，数量已达1,500隻；2002 年，伦敦地区錄得 5,800隻（居於多达5个栖息點）。  據2012年的最新官方统计记录，倫敦共錄得32,000隻长尾小鹦鹉。 
英国的玫瑰环頸鹦鹉在英格兰东南部最为常见，包括外伦敦、萨里、肯特和苏塞克斯。据报道，在更北的利物浦、牛津、伯明翰、曼彻斯特、利兹、布拉德福德、谢菲尔德、爱丁堡和紐卡素也有鹦鹉种群。   
由於鸚鵡種群持續增長並相對迅速地擴散至全英國，该国各地對其數量的估算亦有出入。据伦敦自然历史学会称，2000 年代初期，外伦敦南部最大的玫瑰环頸鹦鹉種群相信主要栖息在伊舍的伊舍橄榄球场（伊舍橄榄球俱乐部因此将其女子橄榄球隊命名为“长尾小鹦鹉”以作紀念），這種情況一直維持至2007年。   2017年，英国皇家鸟类保护协会（RSPB）估计约有8,600隻玫瑰环頸鹦鹉在英国繁殖配对。  2012年进行的其他科学统计則推算有约32,000隻。 一直對玫瑰环頸鹦鹉進行科学监测的英国鸟类学信托基金（BTO）估计，截至2022年，該國约有12,000對繁殖配對的鸚鵡。 

## 生态影响
肯特大学入侵物种和保育专家黑兹尔·杰克逊（Hazel Jackson）曾對英格兰东南部玫瑰环頸鹦鹉数量不断增加帶來的影響表達關注。 有科学研究项目分析了长尾小鹦鹉的行为，发现牠们會与本地鸟类及蝙蝠争夺食物和筑巢地点。虽然长尾小鹦鹉不具攻击性，但牠们的行为和噪音會阻嚇较小的鸟类；加上較大的体型，意味着牠们经常成群霸佔小型的餵鳥器，进一步加剧资源竞争，破坏当地生态系统。
這種竞争排斥效應對當地生態的負面影響，可與外來灰松鼠对本地红松鼠的影響相比。然而，玫瑰环頸鹦鹉确实有英国本土的天敌：據鸟类学家观察，伦敦猛禽数量有所增加，其中雀鹰、游隼和燕隼都會捕食這些鸚鵡。 
以色列等许多国家视玫瑰环頸鹦鹉为害鳥，原因是大量的鹦鹉会对某些农作物造成毁灭性的影响。一些人亦擔心鸚鵡數量快速增长，或会对英国产生不可预见的环境影响。   2009年，英國政府轄下的自然環境组织英格兰自然署将野生长尾小鹦鹉列入“一般许可”清單，該清单上的物种可以合法撲殺，无需特别许可。 随后，野生和尚鹦鹉（Myiopsitta monachus）也被列入該清單之中。  2021年3月，英國环境、食品和农村事务部表示並没有计划扑杀环颈鹦鹉种群。 